# Radiolab
Radiolab est une émission radiophonique américaine créée en 2002 par Jad Abumrad, qu'il coanime avec le journaliste Robert Krulwich (en). Radiolab est une émission de WNYC, station de radio publique new-yorkaise affiliée à NPR ; elle est réalisée dans les locaux de WNYC à New York, et diffusée sur l'ensemble des stations du réseau NPR selon le processus de distribution connu sous le nom de « syndication ».